# براندون إرفين
براندون إرفين (بالإنجليزية: Brandon Erwin)‏ هو سائق سيارة سباق ومهندس أمريكي، ولد في 22 نوفمبر 1975.